# Céline Marti
Céline Marti (* 5. April 1979) ist eine haitianische Skirennläuferin und Skilangläuferin. 

## Biographie
Marti wurde in Haiti geboren; sie wurde nach Medienberichten von Missionaren auf einer Straße gefunden. Im Alter von sieben Monaten wurde sie von einem Schweizer Ehepaar adoptiert. Sie wuchs in Genf auf. Durch ein Skilager ihrer Schule fand sie großen Gefallen am Skisport und reiste in den Schulferien mit dem Bus nach Saint-Cergue, um dort zu üben.
Ihr internationales Renndebüt als Skirennläuferin gab sie am 2. Dezember 2015 bei einem FIS-Riesenslalom in Val Thorens. Nur wenige Wochen später nahm sie als erste haitianische Skirennläuferin in St. Moritz an den Alpinen Skiweltmeisterschaften teil. Dort erreichte sie als beste Platzierung den 62. Rang im Slalom.
Ihr bisher bestes Ergebnis erreichte sie zwei Jahre später in Åre, als sie im Slalom Platz 52 belegte.

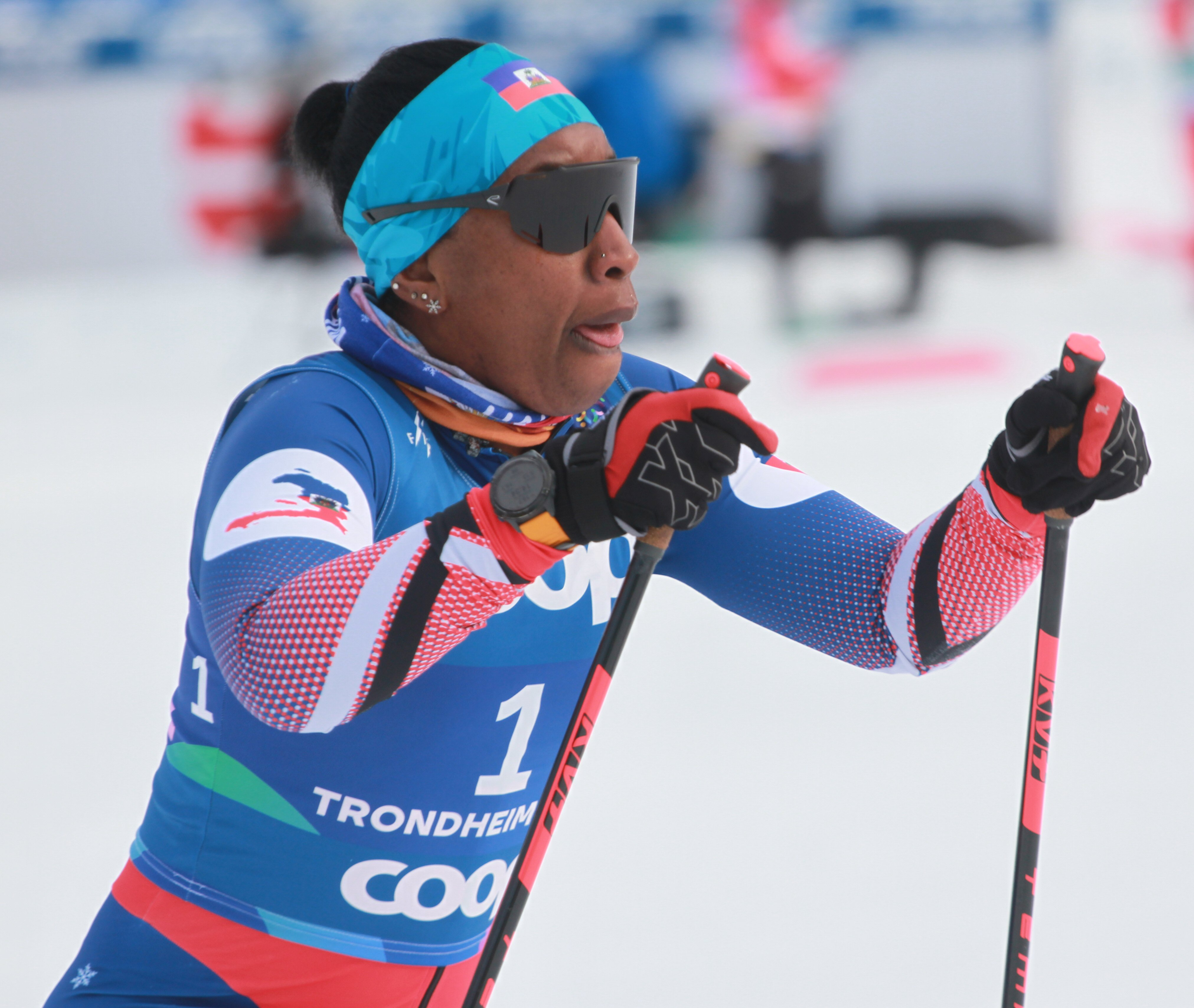
Céline Marti bei den Nordischen Skiweltmeisterschaften 2025

2020 nahm Marti erstmals an einem Langlaufrennen der FIS teil. 2025 gelang ihr die Qualifikation für die Nordischen Skiweltmeisterschaften in Trondheim. Dort belegte sie über 7,5 km klassisch den 53. Platz als bestes Ergebnis.

## Privates
Marti arbeitet als Polizistin am Genfer Flughafen.

## Erfolge

### Ski Alpin

#### Weltmeisterschaften
- St. Moritz 2017: 62. Slalom, 78. Riesenslalom
- Åre 2019: 52. Slalom, 82. Riesenslalom
- Cortina d’Ampezzo 2021: 60. Riesenslalom
- Courchevel/Méribel 2023: 82. Slalom, DNQ Riesenslalom

#### Weitere Erfolge
- Haitianische Meisterin im Riesenslalom (2023)
- Haitianische Meisterin im Slalom (2023)

### Skilanglauf

#### Weltmeisterschaften
- Trondheim 2025: 53. 7,5 km klassisch, 107. 10 km klassisch, 119. Sprint Freistil